# Blanusia pseudorhabditis
Blanusia pseudorhabditis ist eine Art der Spulwürmer und einziger Vertreter der Gattung Blanusia. Sie ist ein Parasit im Darm der Maurischen Netzwühle (Blanus cinereus).

## Merkmale
Blanusia ist schwach quergestreift und hat Seitenflügel. Die Mundöffnung liegt apikal, ist längsortientiert und von zwei Lippen ohne Kutikula-Erweiterungen, aber mit Verstärkungen umgeben. Der Ösophagus hat eine Pharynx-Portion und bildet eine Mundhöhle ohne Zähne. Der Körper des rhabditoiden Ösophagus ist muskulös, der Istmus groß und in einen erweiterten Bulbus übergehend, der stark sklerotisierte Klappen enthält. Die Ausscheidungspore ist rund und einfach.
Männchen von Blanusia pseudorhabditis sind im Mittel 1,23 mm lang und 0,075 mm dick und haben einen kurzen, sich verjüngenden Schwanz mit Anhang. Die Seitenflügel reichen von der Körpermitte bis zu den Spicula, Kaudalflügel sind nicht ausgebildet. Die Spicula sind gleich groß und liegen spitzenwärts eng beieinander, ein Gubernaculum ist vorhanden, aber deutlich kleiner als die Spicula. Es gibt 10 Paare von kuglig-länglichen Schwanzpapillen: Ein Paar liegt vor dem Anus, drei neben dem Anus, drei dahinter und drei nahe der Schwanzspitze.
Weibchen sind im Mittel 1,27 mm lang und 0,083 mm dick. Die Seitenflügel reichen vom Ösophagus bis zum Anus. Die Vulva liegt nahe der Körpermitte und hat nur undeutliche Lippen. Der Ovijektor ist gering entwickelt, die Vagina kurz und sich in die beiden Uterusäste fortsetzend. Die Eier sind 70 × 37 µm groß, dünnschalig und nicht embryoniert. Der Schwanz ist kurz und trägt einen zarten Endfaden.